# عبد الرحمن الشرقاوي
عبد الرحمن الشرقاوي  (10 نوفمبر 1921 – 24 نوفمبر 1987) شاعر وأديب وصحافي وكاتب مسرحي ومفكر إسلامي مصري، حائز على جائزة الدولة التقديرية.

## نشأته
ولد عبد الرحمن الشرقاوي في 10 نوفمبر 1921 بقرية الدلاتون محافظة المنوفية شمال القاهرة، بدأ عبد الرحمن تعليمه في كتاب القرية ثم أنتقل إلى المدارس الحكومية حتى تخرج من كلية الحقوق جامعة فؤاد الأول عام 1943م
بدأ حياته العملية بالمحاماة ولكنه هجرها لأنه أراد أن يصبح كاتبا فعمل في الصحافة في مجلة الطليعة في البداية ثم مجلة الفجر وعمل بعد ثورة 23 يوليو في صحيفة الشعب ثم صحيفة الجمهورية، ثم شغل منصب رئيس تحرير روز اليوسف. عمل بعدها في جريدة الأهرام، كما تولى عدد من المناصب الأخرى منها سكرتير منظمة التضامن الآسيوي الأفريقي وأمانة المجلس الأعلى للفنون والآداب.

## أعماله
رواياته: الأرض عام 1954، وقلوب خالية عام 1956م، ثم الشوارع الخلفية عام 1958م، وأخيرا الفلاح عام 1967م
تأثر عبد الرحمن الشرقاوي بالحياة الريفية وكانت القرية المصرية هي مصدر إلهامه، وانعكس ذلك على أول رواياته الأرض التي تعد أول تجسيد واقعي في الإبداع الأدبي العربي الحديث، وقد هذه الرواية تحولت إلى فيلم سينمائي شهير بنفس الاسم من إخراج يوسف شاهين عام 1970م.
من أشهر أعماله مسرحية الحسين ثائراً، ومسرحية الحسين شهيدا ومأساة جميلة عن الجزائرية جميلة بوحيرد ومسرحية الفتى مهران، والنسر الأحمر، وأحمد عرابي، أما في مجال التراجم الإسلامية فقد كتب محمد رسول الحرية وعلى إمام المتقين، والفاروق عمر. كما شارك في سيناريو فيلم الرسالة بالاشتراك مع توفيق الحكيم
وعبد الحميد جودة السحار
حصل عبد الرحمن الشرقاوي على جائزة الدولة التقديرية في الآداب عام 1974 والتي منحها له الرئيس السادات، كما منحه معها وسام الآداب والفنون من الطبقة الأولي.

## كتب ودراسات عنه
- اعترافات عبد الرحمن الشرقاوي، مصطفى عبد الغني، المجلس الأعلى للثقافة، القاهرة، 1996
- الشرقاوي متمردا، مصطفى عبد الغني، دار التعاون، القاهرة، 1987[15]

## وفاته
توفي في 24 نوفمبر عام 1987م.

## وصلات خارجية
- ملخص كتاب «أئمة الفقه التسعة» لعبد الرحمن الشرقاوي
- عبد الرحمن الشرقاوي شاعرا وقصصيا ومسرحيا ومفكرا، في كتاب مبدعون وجوائز: يوسف الشاروني